# Incarvillea emodi
Incarvillea emodi là một loài thực vật có hoa trong họ Chùm ớt. Loài này được (Royle ex Lindl.) Chatterjee mô tả khoa học đầu tiên năm 1948.